# 역사적 유물론
역사적 유물론(歷史的唯物論, Historischer Materialismus), 사유(史唯, Histomat)는 마르크스·엥겔스가 주장한 유물론적인 역사해석의 체계이다. 이 이론을 따르는 역사학 및 역사관을 유물사관이라고 한다.

## 개요
역사 유물론과 과학적 공산주의에 따르면 역사는 원시적 공산주의, 고대 노예제, 중세 봉건제, 근대 자본주의를 거쳐 궁극적으로 인간 사회가 공산주의에 이르게 된다고 주장한다.
또한 특이한 점은 다른 사관들은 주로 역사의 해석과정에서 인물, 사건 등을 중시하는 경향이 강한데 반해, 역사 유물론에서는 생산 수단과 생산량을 역사의 해석 과정중 가장 중요한 것으로 본다.
생산 수단을 소유한 자와 소유하지 못한자로 계급이 발생한다고 보며 역사를 끊임없는 투쟁의 역사로 바라보는 갈등론적 관점을 가진다.
마르크스와 엥겔스는 자본주의 사회 또는 사유재산제를 생각할 때에도 그것은 인간사회에서 떼어낼 수 없는 제도가 아니라 어느 시기에 역사적으로 성립하고 변화하고 발전되어 온 것으로서 언젠가는 소멸한다고 보았다. 변증법적 유물론의 견해를 인간사회의 역사에 입각해서 고찰한 것이 ‘사적 유물론’이다. 그리고 이 이론은 실증적 연구와 상호관계를 맺으면서, 인류의 사회가 아직 계급 차별이나 빈부 차별이 없었던 원시공동체 시기로부터 빈부의 차, 사유재산제가 조금씩 생긴 고대노예제로 나아가 여기에 비로소 계급사회가 성립한 것, 또한 봉건제 사회가 생기고 이를 이어서 자본주의 사회에 이르기까지의 과정을 실증적·이론적으로 분명히 규명하려고 하였다. 그뿐 아니라 자본주의 사회를 계급적인 대립이나 차별이 없는 사회주의 사회로 전환시키는 것은 프롤레타리아트의 힘이며, 특히 조직된 프롤레타리아트 및 그 전위인 정당의 힘에 의해 새로운 사회가 출현할 것을 예언하였다.

## 내용 및 비판
역사해석에 있어서 물질적 생산력을 그 인과적 요인 중 가장 중요시하는 역사관이며, 세계정신(Welt geist)의 자기 전개과정이 역사라고 주장한 헤겔류의 관념사관과 반대된다. 즉 마르크스·엥겔스에 의하면 역사를 발전시키는 원동력은 인간의 의식이나 관념이 아니라 물질적 생산양식이란 것이다.
생산력의 발전단계는 그 시대마다 노동도구의 발달 단계로 표현되기 때문에 유물사관에는 생산기술 발달에 중점을 두는 태도가 있다. 그러나 유물사관의 중심은 인간이 생산에 참가할 때는 사회적이 되며 따라서 일정한 생산관계 속으로 들어간다는 것이다. 여기서 생산관계란 것은 생산력의 일정한 발전단계에 대응하는 사회관계인데, 그 관계는 주로 그 사회의 주된 생산수단을 소유한 자와 소유하지 못한 자 사이의 계급관계로 표현된다. 이러한 생산관계가 변하면 전 사회구성체로 변화한다는 점에서 생산력과 생산관계는 토대이며 그 위에 법률적·정치적 상부구조가 생긴다는 것이다. 유물사관의 토대결정론은 경제사회(토대)와 국가(이데올로기)의 구분법 성립이 가능한, 자유방임적 자본주의 사회를 모체로 해서 구성한 이론이다. 따라서 당 관료나 국가권력이 경제를 지배하는 공산사회 같은 곳에는 경제적 토대가 모든 것을 결정하기보다는 그 반대임을 알 수 있다.
마르크스·엥겔스는 생산관계의 변화에 따라 원시 공산제 사회, 고대 노예제 사회, 중세 봉건제 사회, 근대 자본주의 사회, 다시 사회주의사회, 공산주의사회의 차례로 발전한다고 주장하며, 노예제에서 자본제까지는 생산수단의 사적 소유가 인정되고 따라서 계급대립이 존재한다는 점에서 인류의 역사는 계급투쟁의 역사라고 규정했다. 이러한 역사관에는 아우구스티누스 이래의 변신론적(辯神論的) 역사 해석의 전통이 세속화되어 계승되어 있고 따라서 계몽사관의 전제가 내포되어 있음을 볼 수 있다는 점에서 그 독창적인 부분은 매우 근소하다고 보기도 한다.
하지만 역사 유물론은 1950년대에 들어서 공산당 내부의 비판을 피하고 공산당의 권위를 지키기 위한 수단으로써 대폭 수정되었고 논리적으로 자가당착에 빠지게 되는 모습을 보여 현재는 거의 이용되지 않는 이론이다.
유물사관은 생산력과 생산관계의 모순을 비롯해서 계급적 모순을 역사발전의 원동력이라고 주장하는 변증법적 역사해석을 시도해 왔으나 1958년 이후 공산권의 모순 논쟁에서는 모순이 역사발전의 원동력이 아니요, 모순의 지양이나 통일 단결이 그 원동력이라고 주장함으로써 중·소 분쟁이나 체제내의 반목·비판의 여지를 주지 않으려는 방향으로 유물사관을 크게 수정하지 않을 수 없었다. 1951년 스탈린의 논문 〈마르크스 주의에서의 언어학〉 이래 언어·문법·수학 등은 토대도 상부구조도 아니며, 따라서 계급적인 것도 아니라고 수정하게 됨으로써 유물사관의 토대·상부구조의 구분법을 스스로 부인하는 자가당착에 빠지게 되었다.

## 같이 보기
- 공산주의
- 변증법적 유물론